# Pengkok (Kedawung)
Pengkok is een bestuurslaag in het regentschap Sragen van de provincie Midden-Java, Indonesië. Pengkok telt 8103 inwoners (volkstelling 2010).